# The Leisure Seeker
The Leisure Seeker é um filme de drama ítalo-estadunidense de 2017 dirigido e escrito por Paolo Virzì, Franceso Piccolo, Francesa Archibugi e Stephen Amidon, baseado no romance homônimo de Michael Zadoorian. Estrelado por Donald Sutherland, Helen Mirren, Kirsty Mitchell, Christian McKay e Robert Pralgo, estreou no Festival Internacional de Cinema de Veneza em 3 de setembro de 2017.

## Elenco
- Donald Sutherland - John
- Helen Mirren - Ella
- Kirsty Mitchell - Jennifer Ward
- Christian McKay - Will
- Robert Pralgo - Phillip
- Janel Moloney - Jane
- Dick Gregory - Dan